# Stor-Bocktjärnen
Stor-Bocktjärnen är en sjö i Skellefteå kommun i Västerbotten och ingår i Bureälvens huvudavrinningsområde. Sjön har en area på 0,0736 kvadratkilometer och ligger 177,3 meter över havet.

## Delavrinningsområde
Stor-Bocktjärnen ingår i det delavrinningsområde (715656-173113) som SMHI kallar för Utloppet av Stor-Lappsjön. Medelhöjden är 176 meter över havet och ytan är 12,75 kvadratkilometer. Det finns inga avrinningsområden uppströms utan avrinningsområdet är högsta punkten. Kvarnrisbäcken som avvattnar avrinningsområdet har biflödesordning 2, vilket innebär att vattnet flödar genom totalt 2 vattendrag innan det når havet efter 58 kilometer. Avrinningsområdet består mestadels av skog (91 procent). Avrinningsområdet har 0,11 kvadratkilometer vattenytor vilket ger det en sjöprocent på 2,5 procent.